# Château de Richemont (Saint-Crépin-de-Richemont)
Pour les articles homonymes, voir Château de Richemont.
Le château de Richemont est situé sur les hauteurs de la commune de Saint-Crépin-de-Richemont, dans le département français de la Dordogne. C'est une propriété privée, inscrite depuis 1927 aux monuments historiques, ouverte à la visite, entre la mi-juillet et la fin août (toute l'année sur rendez-vous).

## Historique
Il a été construit à partir de 1564 par Pierre de Bourdeille, mieux connu sous le nom de plume de Brantôme. Sa construction s'achève vers 1610, quelques années avant la mort de Brantôme en ce château, le 5 juillet 1614, dans la chapelle duquel il est inhumé. Le château que le visiteur peut visiter aujourd'hui a conservé l'identité que lui a donnée Brantôme. 

### Principales modifications extérieures ultérieures
Ajout d'une terrasse au XVIIe et agrandissement des fenêtres du salon au XIXe. À l'intérieur, la pose de cloisons dans l'aile d'habitation au XIXe traduit l'évolution des habitudes quotidiennes : plus d'intimité, cabinets de toilette dans les chambres…

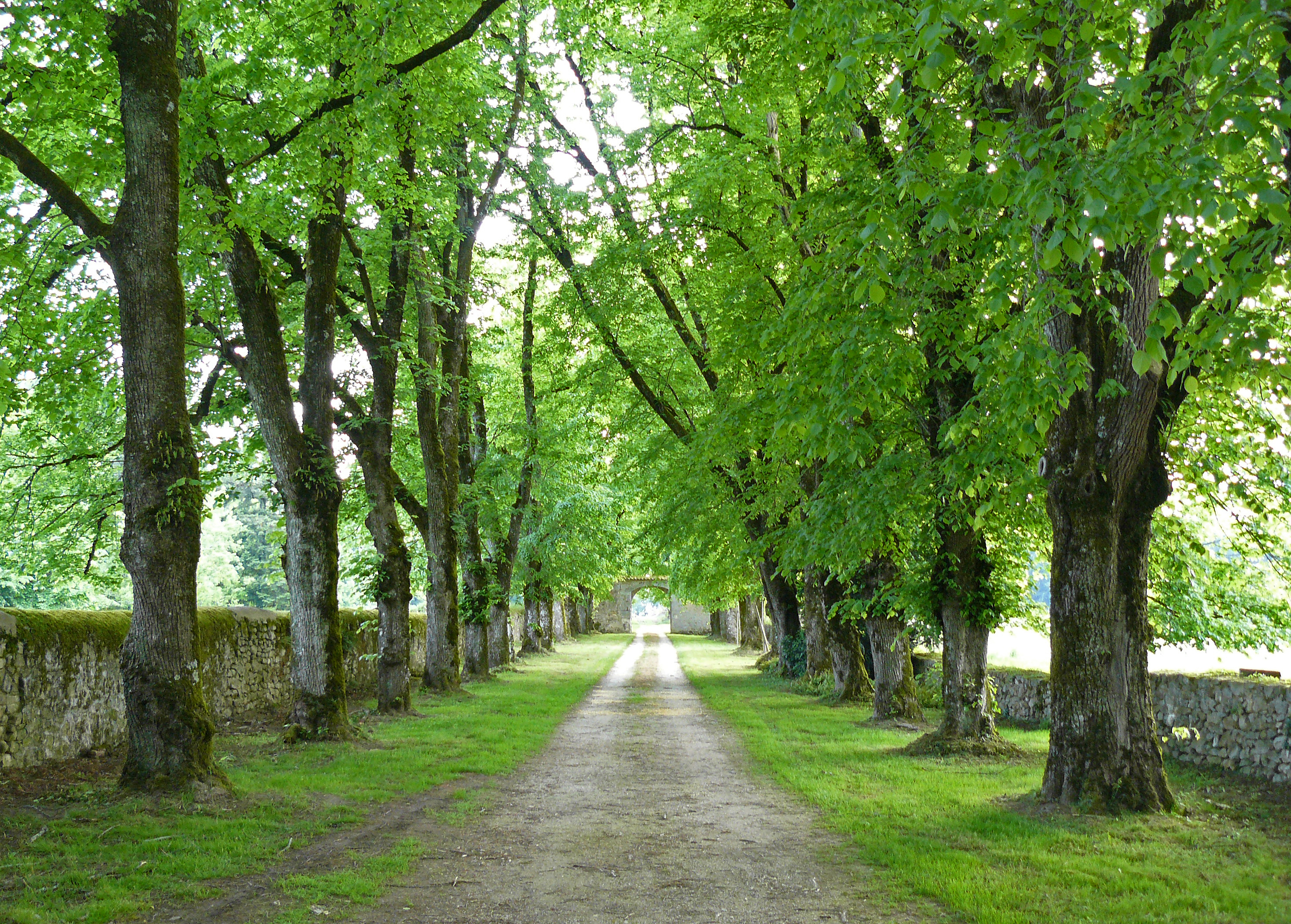
L'allée qui mène au château
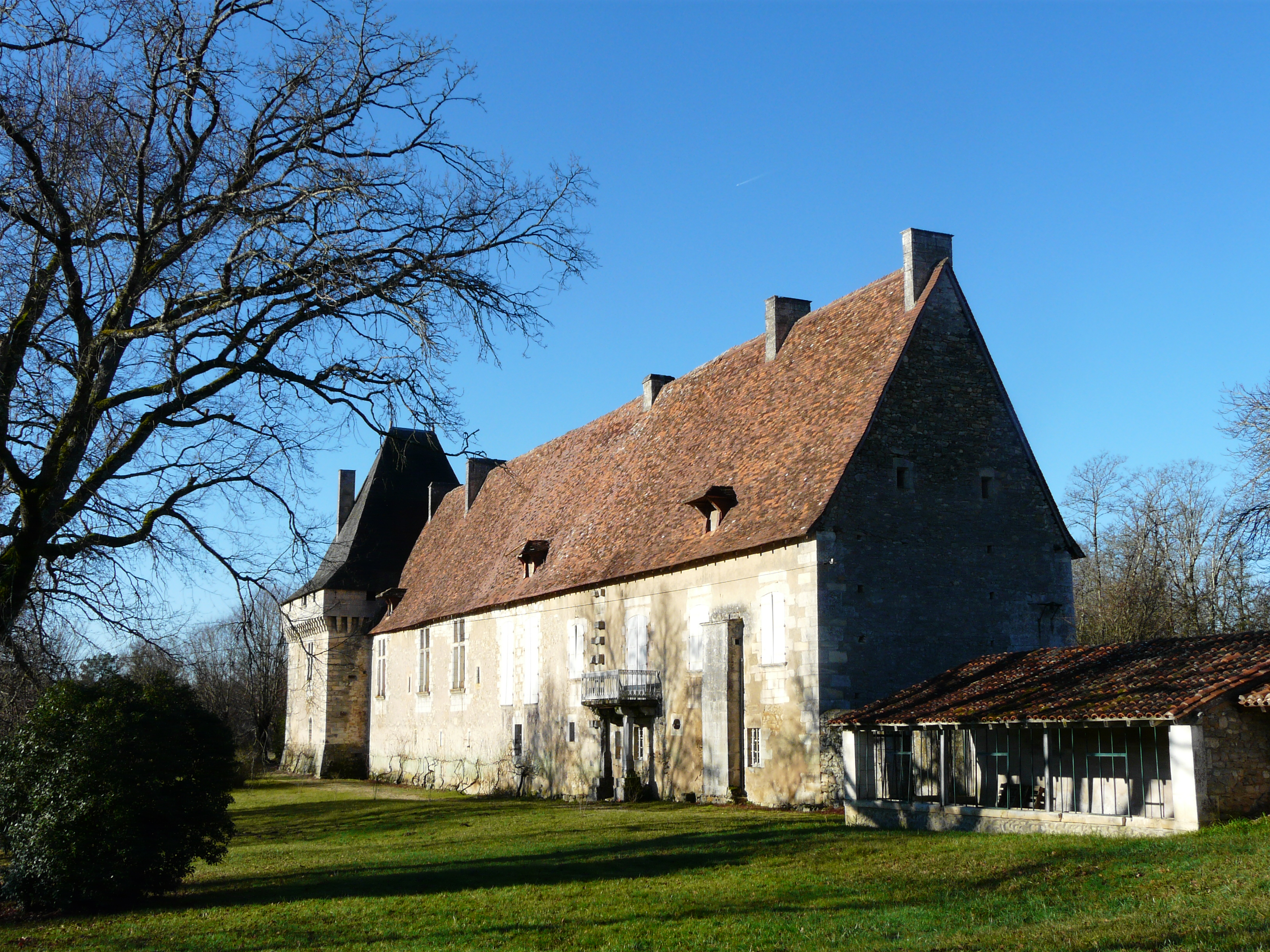
L'aile sud-est du château de Richemont
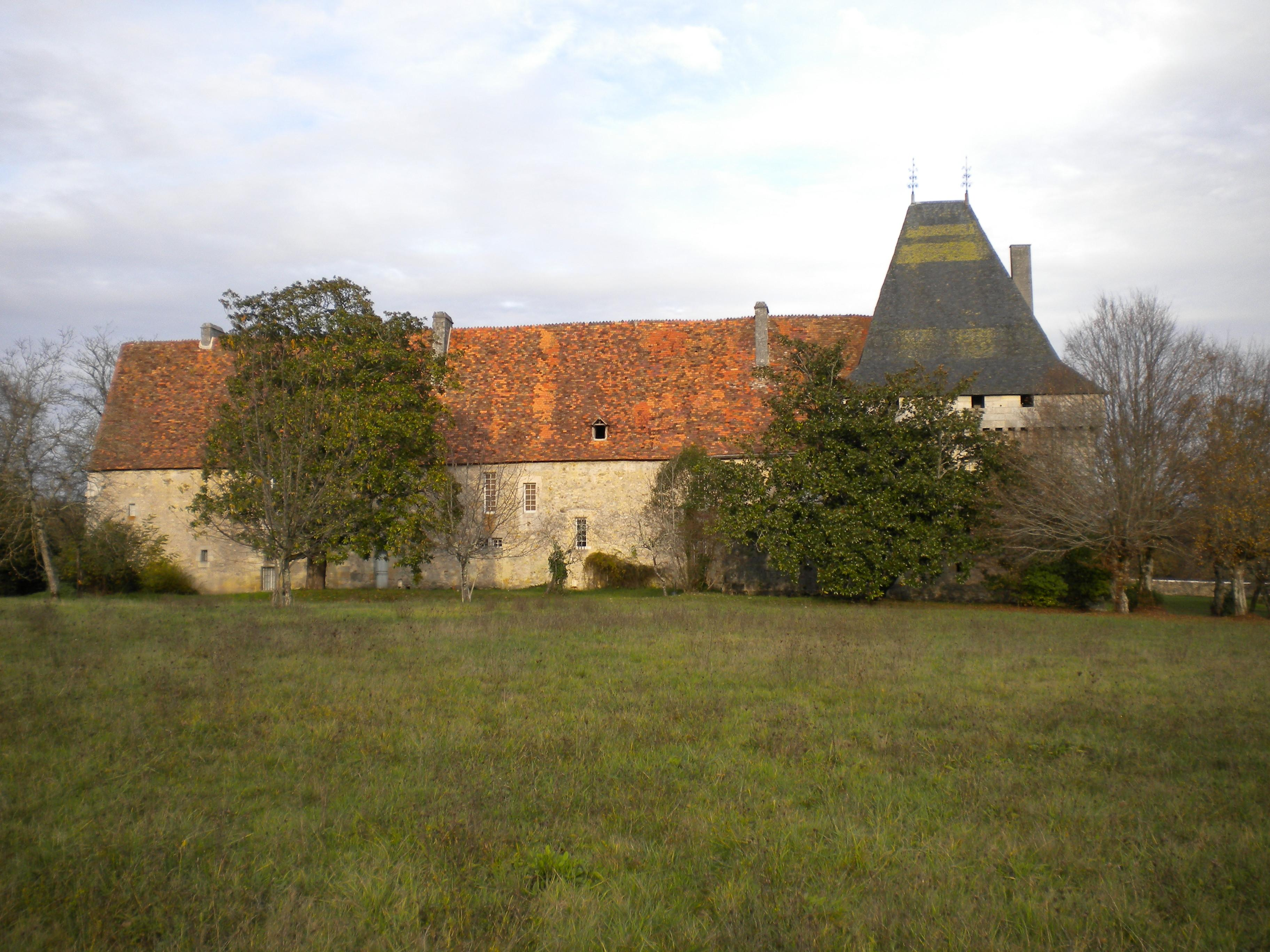
L'aile sud-ouest
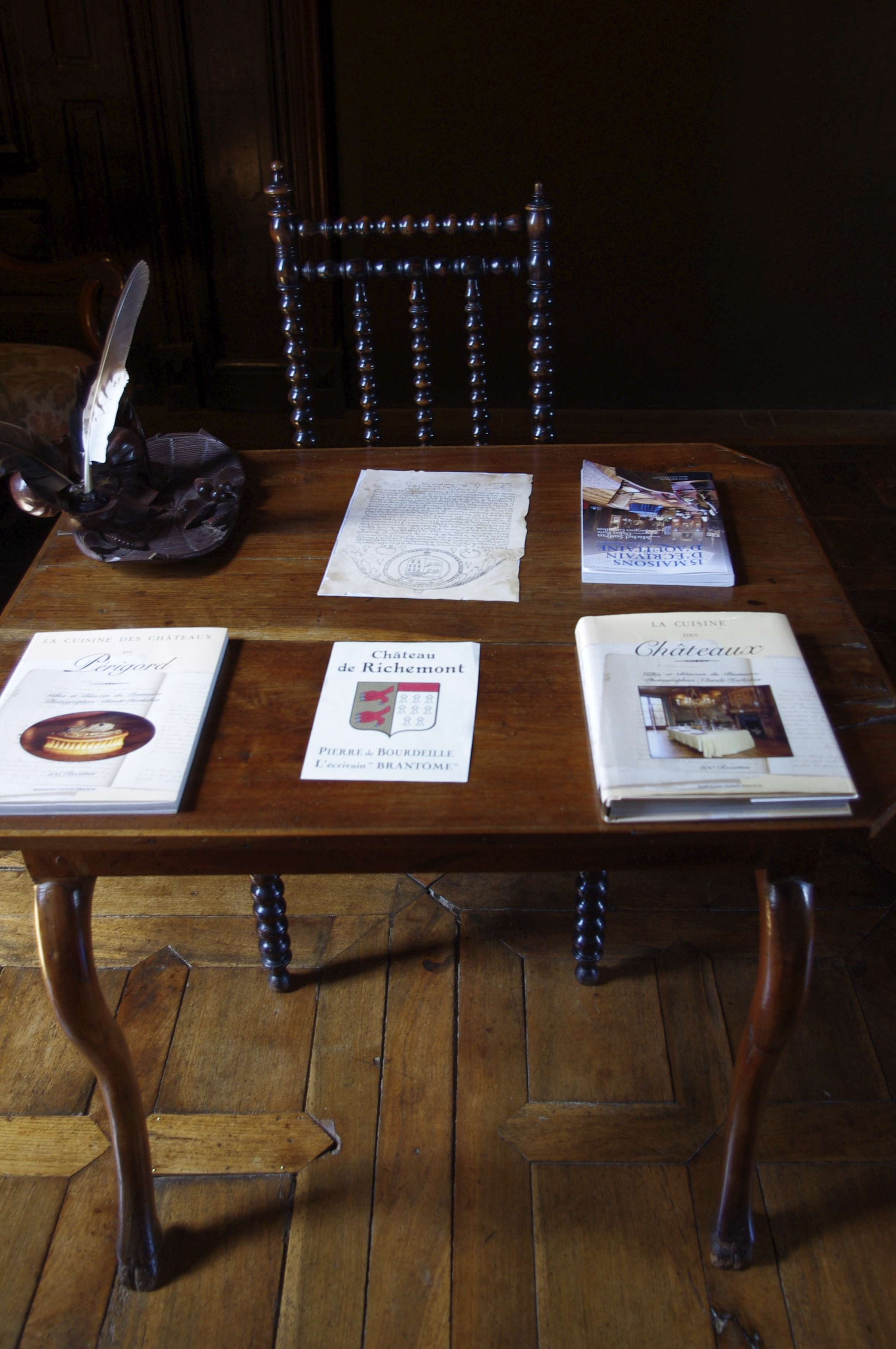
Bureau de Pierre de Bourdeille dans le cabinet de travail

## Architecture
L'architecture du château, considérée dans sa globalité, vient rappeler au visiteur qu'il se trouve devant un monument construit à la charnière entre le Moyen Âge et la Renaissance, entre logique de défense et logique de démonstration.
Deux ailes en équerre se rejoignent sur une tour à base carrée : 
- l’aile la plus ancienne (achevée vers 1581) est dite aile d'habitation, avec de bas plafonds et des pièces plus sombres. Les ouvrants extérieurs sont très étroits, tandis que ceux donnant sur la cour sont plus larges, avec des meneaux pour certains.
- l'aile la plus récente (achevée vers 1610) est plutôt une aile de réception, car les plafonds sont plus hauts, les pièces sont plus spacieuses et les fenêtres sont pourvues de meneaux.

L'influence de la Renaissance italienne se fait sentir sur le style du château, comme en témoignent ces meneaux, (une aberration architecturale à l'époque des guerres de Religion), ou plus encore le perron à double révolution, qui mène à la grande pièce.
La tour, quant à elle, donne une allure médiévale à l'ensemble : base carrée, meurtrières, chemin de ronde, murs élargis à la base. Tout cela est illusion : la base carrée n'a jamais été utilisée dans les châteaux forts, à cause de la fragilité des flancs ; le chemin de ronde est très étroit, et ne permet pas à deux personnes de se croiser (encore moins à des hommes en armes) ; la base des murs est élargie pour mieux asseoir le bâtiment qui est privé de fondations, et non pour renvoyer les projectiles sur les assaillants.